# Baerkolibri
Der Baerkolibri (Thaumasius baeri, Syn.:  Leucippus baeri) ist eine Vogelart aus der Familie der Kolibris (Trochilidae). Sein Verbreitungsgebiet umfasst Teile von Peru und Ecuador. Der Bestand wird von der IUCN als nicht gefährdet (Least Concern) eingeschätzt.

## Merkmale
Der Baerkolibri hat eine Körperlänge von ca. 8 cm, wobei der gerade Schnabel ca. 2 cm ausmacht. Er wirkt glanzlos, die Oberseite staubig grün, wobei der Oberkopf bräunlicher ist. Hinter dem Auge hat er einen weißen Punkt. Die Unterseite ist blass gelbbraun bis gräulich. Der Schwanz ist matt bronzegrün, wobei die äußeren Steuerfedern gräulich sind. Am Schwanzende hat er ein breites schwarzes subterminales Band.

## Verhalten
In der Region Lambayeque wurden die Vögel bei der Nektaraufnahme an Korallenbäumen und an den zu den Riemenblumengewächsen gehörenden Psittacanthus-Pflanzen beobachtet, an denen sich auch Rostbauchamazilien (Amazilia amazilia) aufhielten. Bei Untersuchungen des Mageninhalts wurden Insekten als weitere Nahrungsquelle nachgewiesen. Die Tiere bewegen sich eher in den unteren Straten.

## Lautäußerungen
Der Ruf besteht aus einer komplexen Serie von Tschips und pfeifenden, zitternden Trällern. Diese klingen wie schroffe dzi- und tschip-Laute.

## Verbreitung und Lebensraum

Verbreitungsgebiet des Baerkolibris

Baerkolibris kommen in trockenem Gestrüpp und an Waldrändern mit laubabwerfenden Pflanzen im Nordwesten Perus in Höhen unter 800 Metern vor. In Ecuador sind sie meist nur im extremen Südwesten der Provinz Loja zu finden.

## Etymologie und Forschungsgeschichte
Eugène Simon beschrieb den Baerkolibri 1901 unter dem heutigen Namen Leucippus Baeri. Das Typusexemplar stammte aus der Region Tumbes und war dort von Gustave Adolphe Baer (1838–1918) gesammelt worden, nach dem die Art benannt wurde. Lange wurde er der 1850 von Charles Lucien Jules Laurent Bonaparte eingeführten Gattung Leucippus zugeschlagen. Der Gattungsname bezieht sich auf »Leukippos Λεύκιππος« aus der griechischen Mythologie. Heute wird er unter der von Philip Lutley Sclater 1879 für den Taczanowskikolibri eingeführten Gattung Thaumasius geführt. Dieser Name leitet sich von »thaumasios, thauma, thaumatos θαυμασιος, θαυμα, θαυματος« für »fantastisch, wunderbar, Wunder« ab. ab.